# Municipio de Bloss
El municipio de Bloss (en inglés: Bloss Township) es un municipio ubicado en el condado de Tioga en el estado estadounidense de Pensilvania. En el año 2000 tenía una población de 354 habitantes y una densidad poblacional de 3 personas por km².

## Geografía
El municipio de Bloss se encuentra ubicado en las coordenadas 41°40′00″N 77°06′59″O / 41.66667, -77.11639.

## Demografía
Según la Oficina del Censo en 2000 los ingresos medios por hogar en la localidad eran de $28,571 y los ingresos medios por familia eran $35,208. Los hombres tenían unos ingresos medios de $33,125 frente a los $20,417 para las mujeres. La renta per cápita para la localidad era de $13,857. Alrededor del 9,0% de la población estaban por debajo del umbral de pobreza.